# 오렐리앵 조아킴
오렐리앵 조아킴(Aurélien Joachim, 1986년 8월 10일 ~ )은 벨기에 출생 룩셈부르크의 축구 선수로 현재 RUS 에테벨몽에서 공격수로 활동 중이며 룩셈부르크의 전 사이클 선수인 베노아 조아킴의 친동생으로 유명하다.